# Тончек и Точкица
Тончек и Точкица (оригинални немачки наслов: Pünktchen und Anton) је роман за децу Ериха Кестнера, који је објављен 1931. године.
Тончек и Точкица је идеализована прича о девојчици и дечаку, који, упркос социјалник разликама породица из којих потичу, остварују висок ниво комуникације и дечје љубави.

## Радња
Роман говори о девојчици Луис Поге, званој Точкица, која живи у Берлину у богатим околностима, и дечаку Антону Гасту - Тончеку, чији је животни стандард далеко испод Точкициног. Тончек живи сам са болесном мајком у малом стану. Да би обоје саставили крај с крајем, дечак поред школе мора да зарађује и мајци да помаже у кућним пословима.
Точкица живи у великом стану са родитељима, произвођачем штапова за ходање Фрицом Погеом и његовом супругом, који обоје једва имају времена за њу, дадиљом (медицинском сестром) фројлан Круницом и куварицом Бертом, познатом као "дебела Берта", као и јазавчарком Пифкеом.
Иако су јој родитељи имућни, Точкица мора просити с дадиљом без знања родитеља, јер сумњиви вереник фројлан Круница (Тончица га назива „Роберт дер Девил“) изнуђује новац од ње. Током просјачења, Точкица упознаје Антона (Тончека), који такође проси, али из стварне потребе. Његова мајка је имала тешку операцију и због тога није у стању да издржава породицу. Упркос различитим животним условима, Точкица и Тончек постају блиски пријатељи који пуно времена проводе заједно.
Врхунац приче је покушај провале Роберта у стан породице Поге. Због тога је његова вереница нацртала план стана, а такође је добила и кључеве куће. Тончек, који је посматрао примопредају кључева, телефоном упозорава Берту, која је случајно присутна. Упозорава полицију, провалник долази пре тога и бива онесвешћен гимнастичким палицом када је улазио у стан. Истовремено, Точкица и фројлан Круница се сусрећу са господином и госпођом Поге док просјаче. Дадиља  тада бежи. Породица Поге враћа се кући и тамо се састаје са домаћицом, ту затичу и полицију и ухапшеног провалника, које Тончкица идентификује као вереника фројлан Круница. Одводе га, а остали становници одлазе у кревет.
Точкицин отац препознаје своју друштвену одговорност и то да је запоставио своју ћерку. Због тога је Тончеку и његовој мајци дозвољено да се уселе у њихов стан. Тончекова мајка заузима положај фројлан Круница, која је побегла након покушаја провале.
Између поглавља приче, Кастнер је прошарао такозвана „размишљања“ у којима се обраћа етичким питањима на основу детаља приче.

## Ликови
- Точкица (Лујза) – весела и разиграна девојчица која воли смишљати нове речи и дружити се с пријатељем Тончеком, без обзира на то што су из различитих социјалних средина. Волела је сваким даном проводити време с њим. Забављала га је и увесељава у најтежим тренуцима.
- Тончек – вредан дечак из сиромашне породице. Живио је само с мајком о којој се бринуо када се разболела. Никада није изјавио како му је живот тежак те се није никоме пожалио што га је снашло.
- Остали ликови: јазавчар Пифке, господин Поге, госпођа Поге, Берта, Круница, Роберт, госпођа Гаст, Клепетало, редари, возач Холацк.[2]

## Адаптације романа

### Филмске адаптације
- Pünktchen und Anton (1953) - Режија: Thomas Engel (са Hertha Feiler, Paul Klinger и Jane Tilden)
- Pünktchen und Anton (1999)  - Режија: Caroline Link (са Elea Geissler, Max Felder, Juliane Köhler, August Zirner и Meret Becker)

### Стрип верзија
Isabel Kreitz написала је стрип верзију романа (Dressler Verlag, Hamburg 2009), која је графички заснована на оригиналним илустрацијама првог издања из 1931. године (Валтер Триер). 

### Дечија опера
Дечија опера Pünktchen und Anton са музиком Ивана Ерода и либрето Томаса Хефта објављена је 8. марта 2010. године и премијерно изведена у продукцији Matthias von Stegmann у дечјем оперском шатору Бечке државне опере.

### Музичка адаптација
У септембру 2014. музичка адаптација Pünktchen und Anton Marc Schubring-а (музика) и Wolfgang Adenberg-а (текстови и књига) премијерно је изведена у позоришту Junges Bonn. 

### Сценске верзије
- Убрзо пре Божића 1931, Тончек и Точкица су први пут постављени на сцену у Deutsches Theater, у Берлину, у режији Gottfried Reinhardt-а, са Hann-ом Maron као Тончицом.

- 1947: Режија: Hugo Schrader (гостовање на позорници младих у Neuen Scala Берлин ) [6]

- Дана 26. новембра 2011. сценска верзија Волкера Лудвига премијерно је изведена под насловом Тончкица упознаје Антона у Берлинском театру Грипс. У новој Лудвиговој верзији, млади Антон је дечак који илегално живи у Берлину, чија мајка, која долази из Белорусије, нема дозволу боравка. Точкица је ћерка богатог агента за промет некретнинама чија супруга организује добротворне забаве за берлинско друштво. Ова сценска верзија је прва ревизија класичног материјала на коју су дали сагласност наследници Кестнер.

### Друштвена игра
Године 1967. творац игара  J. W. Spear & Söhne представио је „Тончека и Точкицу“ као друштвену игру.